# Хоэнварт (Пфаффенхофен-ан-дер-Ильм)
Хоэнварт (нем. Hohenwart) — община в Германии, в земле Бавария.
Подчиняется административному округу Верхняя Бавария. Входит в состав района Пфаффенхофен-на-Ильме. Население составляет 4523 человека (на 31 декабря 2010 года). Занимает площадь 52,21 км².